# 荷蘭新年 (日本)
荷蘭新年（オランダ正月）指的是江戶時代在長崎的出島在住的荷蘭人，以及江戶的研究荷蘭的學者舉行的節日。為了興祝公曆的新年而舉行宴會。在日本也被稱為「紅毛新年」。

## 長崎的荷蘭新年
荷蘭新年本來是在長崎的出島的荷蘭商館，由住在日本的荷蘭人舉行的節日。荷蘭共和國在12月25日慶祝聖誕節，而不信仰基督教的猶太人會在聖誕節8日之後為男嬰舉行割禮。
由於江戶幕府的基督教禁令。荷蘭人無法公開慶祝聖誕節，於是在冬至的日子舉行「荷蘭冬至」，又或者模仿日本的新年在公曆1月1日招待在出島工作的幕府官員或懂得荷蘭語的日本人舉行西式宴會。這被長崎人稱為「阿蘭陀新年」。久而久之，住在長崎的日本人也開始像荷蘭人一樣舉行荷蘭式的宴會。文政年間（1818年 - 1829年）的「長崎名勝圖繪」記載，宴會中的食物包括牛肉、豬肉、鴨肉、火腿、牛油煮魚、卡斯提拉、咖啡等。被招待的日本官員一般都不即時吃，而是把食物帶走。

## 江戶芝蘭堂的荷蘭新年
江戶時代中期活躍的官員吉雄耕牛（幸左衛門）的宅第中，2樓有從荷蘭輸入的家具稱為「阿蘭陀坐敷」。庭園也充滿從荷蘭輸入的動植物，成為長崎有名的地方。在日本研究荷蘭的學者很多都尊敬耕牛。所以1月1日在他的家舉行荷蘭新年。江戶時代在研究荷蘭有領導地位的大槻玄沢也在吉雄家的洋室參加了荷蘭新年並深受感動。
歷代的荷蘭商館會長都有定期到江戶參勤的義務。寛政6年（1794年）的荷蘭商館會長 Gijsbert Hemmij 到江戶出勤的時候，碰上了第一次遇到荷蘭人的大槻玄沢，以此為機會，大槻在1795年1月1日招待大量研究荷蘭的學者以及喜歡荷蘭文化的愛好家到位於京橋水谷町的自宅塾芝蘭堂舉行宴會。漂流到俄羅斯的大黑屋光太夫等人也被招待。